# 美恵橋
美恵橋（みえばし）は、岐阜県中津川市苗木字津戸 - 駒場字西山の木曽川に架かる岐阜県道410号苗木恵那線の橋長212 m（メートル）のローゼ橋である。

## 概要
現在の美恵橋はバスケットハンドル型の上路ローゼ橋である。美恵橋は後年歩道橋添加が行われた。美恵橋の架設地点は木曽川によって浸食された峡谷である恵那峡にあり、川幅は下流の大井ダムの影響により約150 mと広くなっている。
4代目美恵橋は放物線状のアーチリブを採用し、補剛桁の片端を橋軸方向に固定してアーチの水平変位を抑えた。アーチリブをバスケットハンドル型としてアーチ面外の剛性を向上させた。施工性を考慮しアーチリブのヒンジ位置を水平に配置した。
歩道増設にあたっては建設当時幅員1.5 mの歩道添加を想定した設計であったが、バリアフリー化のため当初より歩道幅が広く2.0 mとなったこと、交通量が著しく増大しことから歩道増設工事は上流側・下流側に各10本の斜材を追加しておこなわれることになった。ローゼ桁部は張出し歩道による架設、合成桁部はP2 橋脚にブラケットに設置をして単独歩道橋の鋼床版鈑桁とした。架設時は合成桁部施工時は昼夜間全面通行止め、その他では昼間全面通行止として施行した。
- 形式 - 鋼上路ローゼ橋 + 鋼単純合成鈑桁橋
- 橋格 - 1等橋 (TL-20)
- 道路規格 - 第3種第4級
  - 設計速度 - 40 km/h
- 橋長 - 212.000 m
  - 支間割 - ( 24.400 m + 150.000 m ) + 36.600 m
  - アーチライズ - 26.560 m
- 幅員
  - 総幅員 - 10.100 m[注釈 1]
  - 有効幅員 - 8.500 m[注釈 2]
  - 車道 - 6.500 m
  - 歩道 - 片側2.000 m[注釈 3]
- 総鋼重 - 752.796 t[注釈 4]
- 床版 - 鉄筋コンクリート[注釈 5]
- 施工 - 川田工業
- 架設工法 - ケーブルエレクション斜吊り工法

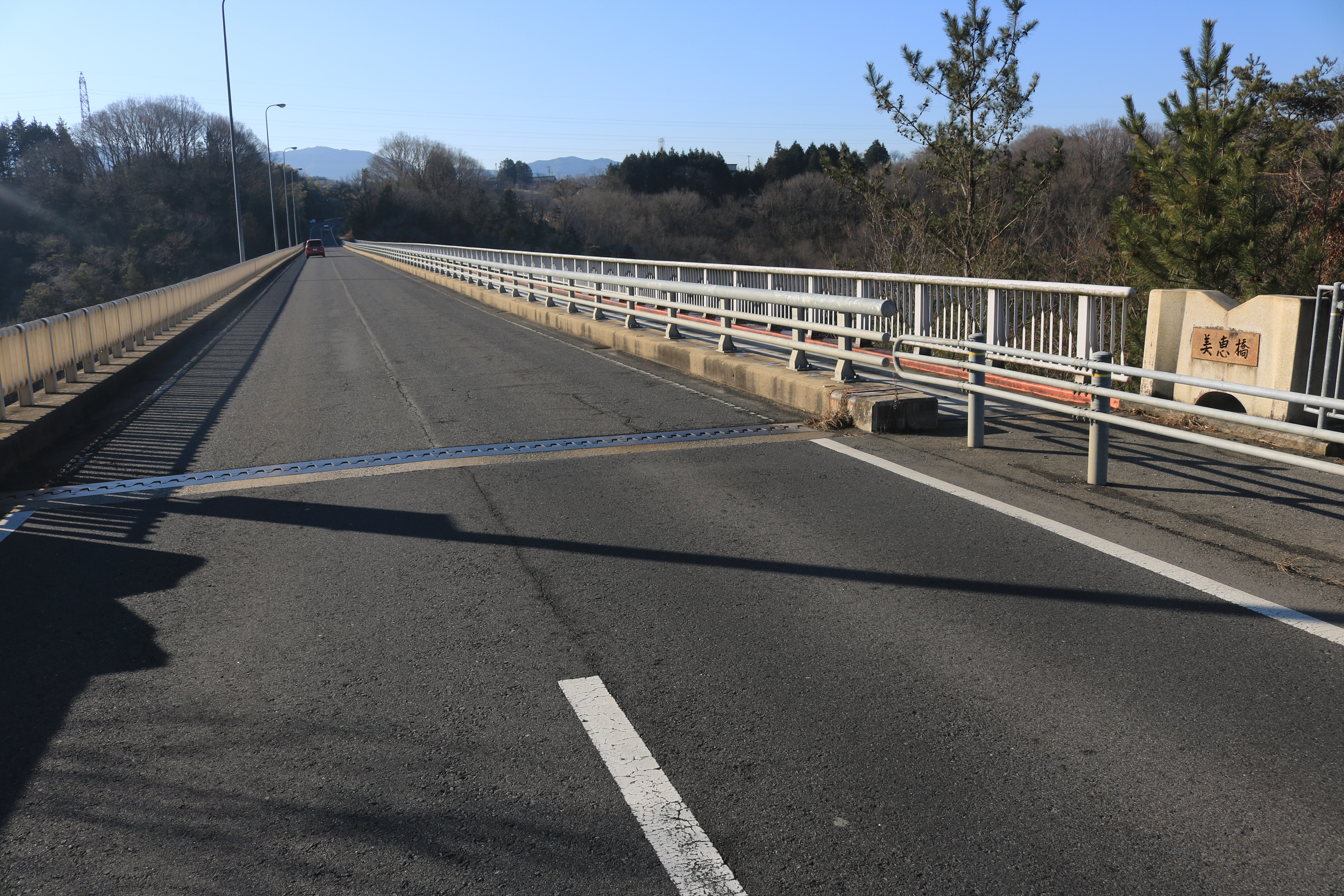
北側の右岸から望む美恵橋、2車線の車道と片側に歩道
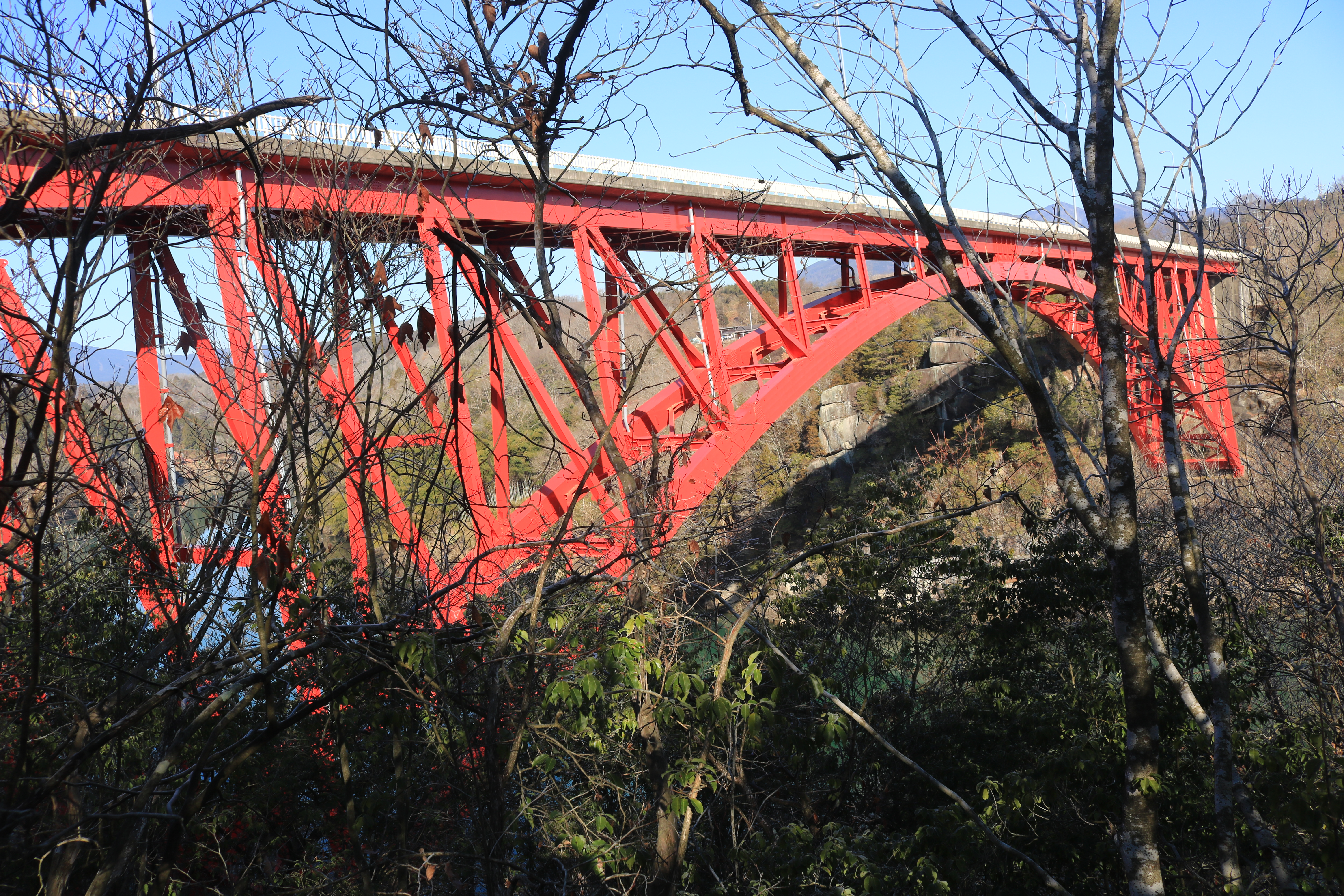
南側の左岸の上流側から望むアーチ型の美恵橋

## 歴史
美恵橋は初めて架橋されるまでは渡船に頼っていた。旧苗木藩藩士の鈴木三蔵は木曽川への架橋を思い立ち、1881年（明治14年）の上野公園での第2階内国勧業博覧会での吊橋の模型を博覧し、鈴木は熱心に聞き込みを行い木曽谷日義村の宮の越の大工を紹介される。大工に熱心に木曽川架橋を説き、大工はその熱意に心動かされて設計と5500円の見積書を手渡したとされる。
これを受けて鈴木は岐阜県庁に赴き木曽川の架橋の必要性を訴え、県による架橋を求めたが地元住人の熱意の証明と架橋資金の調達を求め拒否された。このため、鈴木は架橋を地元住人に呼びかけ自ら褌を6尺から3尺に節約するなどの貯蓄運動に繰り広げた。
鈴木をはじめとする架橋運動は1881年（明治14年）に始まり町村へ働か掛けを行い14年を経てようやく資金が集まったことから1895年（明治28年）に着工し、諸説あるものの1898年（明治30年）に竣工したとされる。工期が当初の1年から3年に延びたのは、1896年（明治29年）7月21日の洪水で当初の橋台位置では流失が懸念されたことから設計変更を経て橋台を1.8 m高くしたとされ、また取付道路にも日数を要したとされる。
架設資金は公募によったものの全財産を費やした鈴木自身が橋守として料金を徴収し、維持を管理を行った。初代橋は15年で資金を償還し無料開放されたが、架橋から16年後の1914年（大正3年）5月14日に洪水のため、初代の美恵橋は流出した。
初代橋流出後、しばし渡船に復していたが、1923年（大正12年）に2代目の美恵橋が架橋された。これは橋長107.0 m、幅員2.6 mのRC主塔鉄補剛吊橋で松尾橋梁により架設された。2代目の美恵橋は1958年（昭和33年）に洪水により流出する。
1961年（昭和36年）8月に3代目の美恵橋が完成する。この橋は橋長107.6 m、幅員3.5 mのトラス補剛吊橋で、上弦材にはプレストレスが付与されており、川田工業の施工であった。この3代目の美恵橋も1983年（昭和58年）9月に洪水のため流出する。
この3代目美恵橋が流失したことにより、橋梁災害関連事業として岐阜県恵那土木事務所を起工者として美恵橋の再建が図られ、1986年（昭和61年）1月、現在の4代目美恵橋が完成する。後年、歩道橋を添加した。